# 김선조
김선조(金善照, 1967년, 부산광역시 ~ )은 대한민국의 전 부산광역시 행정부시장이자, 대구광역시 행정부시장이다.

## 학력
- 부산동성고등학교 졸업
- 서울대학교 철학과 학사 졸업

## 경력
- 1993 제37회 행정고시
- 2010.07 ~ 2011.07 울산광역시 동구 부구청장
- 2011.07 ~ 2013.12 울산광역시청 상수도사업본부장
- 2014.01 ~ 2014.08 울산광역시청 안전행정국장
- 2014.08 ~ 2015.07 울산광역시 중구 부구청장
- 2015.08 ~ 2016.10 행정자치부 지역발전과장
- 2016.10 ~ 2019.01 울산광역시청 기획조정실장
- 2019.01 ~ 2020.01 행정안전부 지역안전행정정책관
- 2020.01 ~ 2022.08 부산광역시청 기획조정실장
- 2021.01 부산광역시 행정부시장 직무대리
- 2021.01 부산광역시장 권한대행
- 2022.08 ~ 2023.11 행정안전부 지역발전정책관
- 2023.12 ~ 2024.12 대구광역시 행정부시장
- 2024.12 ~ 2025.01 행정안전부 무보직 고위공무원
- 2025.01 ~ 국민권익위원회 기획조정실장